# INNOCENCE (DOESのアルバム)
『INNOCENCE』（いのせんす）は、2016年4月27日にキューンミュージックから発売された、DOESのアルバム。

## 概要
- バンドとしては前作「DOES」から約1年9カ月ぶり、7枚目のオリジナルフルアルバム。
- 先行シングル『KNOW KNOW KNOW』を含む全12曲収録。初回限定盤には2016年3月2日に東京・新代田FEVERで行われたワンマンライブ「KNOW KNOW KNOW KNOW」の映像を収めたDVDが付属。
- アルバムについて氏原ワタルは「バンド史上最高のアルバムができたと思う」「ずっと無心になって作ってきたのがよかったんだと思う」とコメントしている。
- 2016年9月に活動を休止したため、2023年時点では最後のオリジナル・アルバムとなっている（バンド自体は2020年1月に活動再開）。

## 収録曲
- 全曲 - 作詞・作曲：氏原ワタル / 編曲：DOES

1. 晴天
  - 6thシングル『曇天』のアンサーソングとして製作された[2]。
2. KNOW KNOW KNOW
  - 15thシングル曲。テレビ東京系アニメ『銀魂ﾟ』オープニングテーマ。
3. 千の刃
4. 熱情
5. ヘイヘイヘイ
6. 銀色の夜空
7. AADA…(Interlude)
8. バカヤロウ
9. Vampire
10. まほろば鬼灯
11. イノセンス
12. ロックンロールが死んで

## 初回限定盤DVD
- “KNOW KNOW KNOW KNOW” at Shindaita FEVER 2016/3/2

1. バクチ・ダンサー
2. 刹那
3. S.O.S.O
4. バカヤロウ
5. 恋愛の疑惑 -マルチアングル-
6. ヘイヘイヘイ
7. KNOW KNOW KNOW -マルチアングル-
8. ランノヴァ
9. 修羅
10. 曇天